# Luray, South Carolina
Luray är en kommun (town) i Hampton County i South Carolina. Vid 2010 års folkräkning hade Luray 127 invånare.